# Гонолульский душитель
Гонолульский душитель (англ. Honolulu Strangler) — первый известный гавайский серийный убийца, ответственный за убийство пяти женщин в Гонолулу. Его не поймали.

## Жертвы

### Вики Гейл Парди
Первой жертвой стала 25-летняя Вики Гейл Парди, жена Гэри Парди, пилота армейского вертолёта. Она пошла в ночной клуб в Вайкики 29 мая 1985, но с друзьями не встретилась. В последний раз её видел таксист, который отвёз её в отель Шорберд в 12:00, по-видимому, чтобы она забрала свою машину, найденную на стоянке отеля. На следующее утро её тело было найдено в насыпи в Кихи-Лагун, одетое в жёлтый комбинезон. Её руки были связаны за спиной, она была изнасилована и задушена. Её муж сказал полиции, что он подозревает — её смерть связана с работой в видеопрокате порнофильмов, где две женщины были убиты годом ранее.

### Реджина Сакамото
Второй жертвой была Реджина Сакамото, 17-летняя ученица средней школы Лейлеуа. Она пропустила свой автобус из Уэйпау в школу 14 января 1986; в последний раз её слышали звонящей в дом своего бойфренда в 7:15, когда она сказала ему, что будет поздно. 15 января её тело было найдено в Кихи-Лагун одетым в синюю майку и белую футболку, но нижняя часть тела была без одежды. Руки были связаны за спиной, она была изнасилована и задушена. Второй случай заставил подозревать полицейских, что это тот же убийца, так как modus operandi совпадал.

### Дениз Хьюз
Третьей жертвой стала Дениз Хьюз, 21-летняя секретарша телефонной компании, пользовавшаяся сезонным билетом на автобус и принимавшая активное участие в деятельности Христианской церкви. Она не показалась на работе 30 января; 1 февраля три молодых рыбака нашли её мёртвой в Моаналуа. Её разлагающееся тело было одето в голубое платье и завёрнуто в синий брезент, у неё были связаны руки. Она подверглась сексуальному насилию и была задушена. Подстёгиваемая третьей жертвой, полиция 5 февраля создала спецгруппу по поимке убийцы.

### Луиза Медейрос
Четвёртой жертвой стала 25-летняя Луиза Медейрос. Она жила в Уэйпау, но уехала в Кауаи, чтобы встретиться с семьёй после смерти матери. Медейрос взяла ночной авиарейс обратно на Оаху 26 марта и сказала семье, что она доберётся домой на автобусе из аэропорта. Она вышла из самолёта и исчезла. Её разлагающееся тело было найдено 2 апреля возле Вайкел-Стрим дорожными рабочими. Она была одета в блузку, но её нижняя часть тела была без одежды, а её руки были связаны за спиной. Полиция устроила ловлю на живца, расположив женщин-полицейских вокруг Кихи-Лагун и международного аэропорта Гонолулу.

### Линда Пеше
Пятой и последней известной жертвой Гонолульского душителя была 36-летняя Линда Пеше. По словам соседей, 29 апреля вечером она ушла на работу. В 7:00 часов, 30 минут спустя, её машина была припаркована в стороне от пути шоссе 92-H-1. Её сосед сообщил, что она пропала 30 апреля. 43-летний белый американец сказал полиции — экстрасенс сказал ему, что тело находилось на Санд-Айленде. 3 мая информатор привёл полицию в точное место, но он ошибся. Полиция обыскала остров и обнаружила тело Пеше. Она была полностью без одежды, руки были связаны за спиной.

## Расследование
5 февраля Гавайский полицейский департамент создал целевую группу из 27 человек с помощью ФБР и целевой группы Грин-Ривер.
Полиция перекрыла шоссе, опрашивая частых пассажиров, ездящих здесь. Свидетели говорили, что они видели светлый фургон и человека белой или смешанной расы с автомобилем последней жертвы Пеше. Полицию на место обнаружения тела Пеше вызвал Говард Гей Датчер и сразу стал главным подозреваемым, как владелец светлого фургона.
Подозреваемый Говард Гей Датчер был задержан и протестирован на детекторе лжи и отпущен. Полиция объявила вознаграждение 25 тысяч долларов за информацию об убийце и стала следить за подозреваемым. Через два месяца после ареста подозреваемого появилась женщина, заявившая, что она видела Пеше с человеком в ночь её убийства. Она успешно опознала подозреваемого из списка фотографий. Она не хотела быть свидетелем, потому что она считала, что убийца тоже её видел.
Сперма, найденная на жертвах, была без сперматозоидов, возможно, убийца перенёс вазэктомию. Подозреваемый Говард Гей тоже перенес вазэктомию. Все тела были найдены у Аэропорта, где работал подозреваемый. Все доказательства были косвенные. Никаких дальнейших убийств подобного типа не происходило, награда осталась невостребованной, подозреваемый переехал на материк и дело заглохло.
В 2005 году подозреваемый скончался в Калифорнии или Теннесси.